# 프라이벤토스
프라이벤토스(스페인어: Fray Bentos)는 우루과이 서부에 위치한 도시로 리오네그로주의 주도이다. 인구는 24,406명(2011년)이며 우루과이에서 20번째로 인구가 많은 도시이다.
아르헨티나와의 국경을 이루는 우루과이강변에 위치하며, 우루과이의 중요한 항구 도시이다. 아르헨티나의 수도 부에노스아이레스에서 북쪽으로 약 160km, 우루과이의 수도 몬테비데오에서 북서쪽으로 약 309km 떨어진 곳에 위치한다.
세계에서 가장 큰 펄프 공장 중 하나가 프라이벤토스와 해방자 산마르틴 장군 다리 근처에 위치해 있으며, 이 공장 건설을 둘러싼 아르헨티나와 우루과이 사이의 분쟁(2010년 판결)의 중심지였다. 한편 과거 식육제관업(食肉製罐業), 즉 육류 가공 공장은 2015년 '프라이벤토스 문화 산업 경관(景觀)'이라는 이름으로 유네스코 세계유산으로 선정되었다.

## 역사
1859년 4월 16일 '빌라 인디펜덴시아'라는 이름으로 설립되었다. 1860년 7월 7일 리오네그로주의 주도(州都)가 되었고 1900년 7월 16일 도시(Ciudad)로 승격되었다. 현재 이름은 "베네딕토회 수도사"라는 뜻이다.

프라이벤토스에 있던 리비그社의 공장, 1907년

역사적으로 프라이벤토스의 주요 산업은 육류 가공이었다. 1863년에 Societe de Fray Bentos Giebert & Cie가 소유한 리비그 육류추출물 공장(Liebig Extract of Meat Company, LEMCO)이 세워졌으며, 특히 육류 가공업의 중심을 담당한 우루과이 앵글로 식육가공공장(Frigorífico Anglo del Uruguay, 약칭 '앙글로')은 성수기에 50개국 이상에서 5,000명 이상의 노동자를 고용해 프라이벤토스는 한때 '세계의 부엌'으로 불리기도 했다. 그러나 1964년 영국 스코틀랜드 애버딘에서 3명이 사망한 장티푸스 발생의 원인이 이 공장 통조림에서 유래한 것으로 추적된데다, 산업 구조의 변화로 육류 가공업이 점차 쇠퇴하여 끝내 1979년 공장이 폐쇄되면서 그 역사적인 역할을 마쳤다.
1997년 10월 10일, 프라이벤토스 근처에서 오스트랄 항공 2553편 추락 사고가 일어나 74명(승객 69명, 승무원 5명)이 사망했다. 2005년 3월에 지역 역사 박물관이 문을 열었다.

## 프라이벤토스 문화 산업 경관

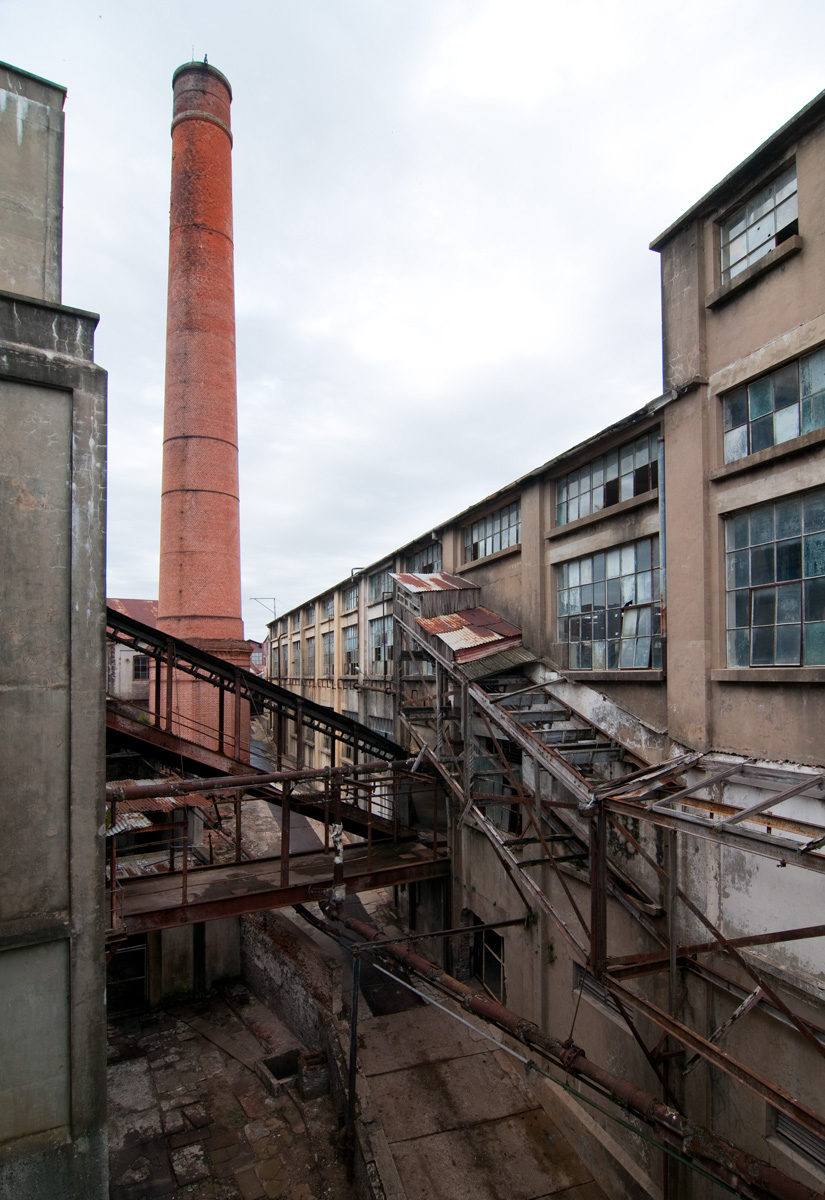

2015년 7월 5일, 도시의 공장 지대인 바리오 앙글로(Barrio Anglo)가 프라이벤토스 문화 산업 경관이라는 이름의 유네스코 세계문화유산으로 지정되었다.

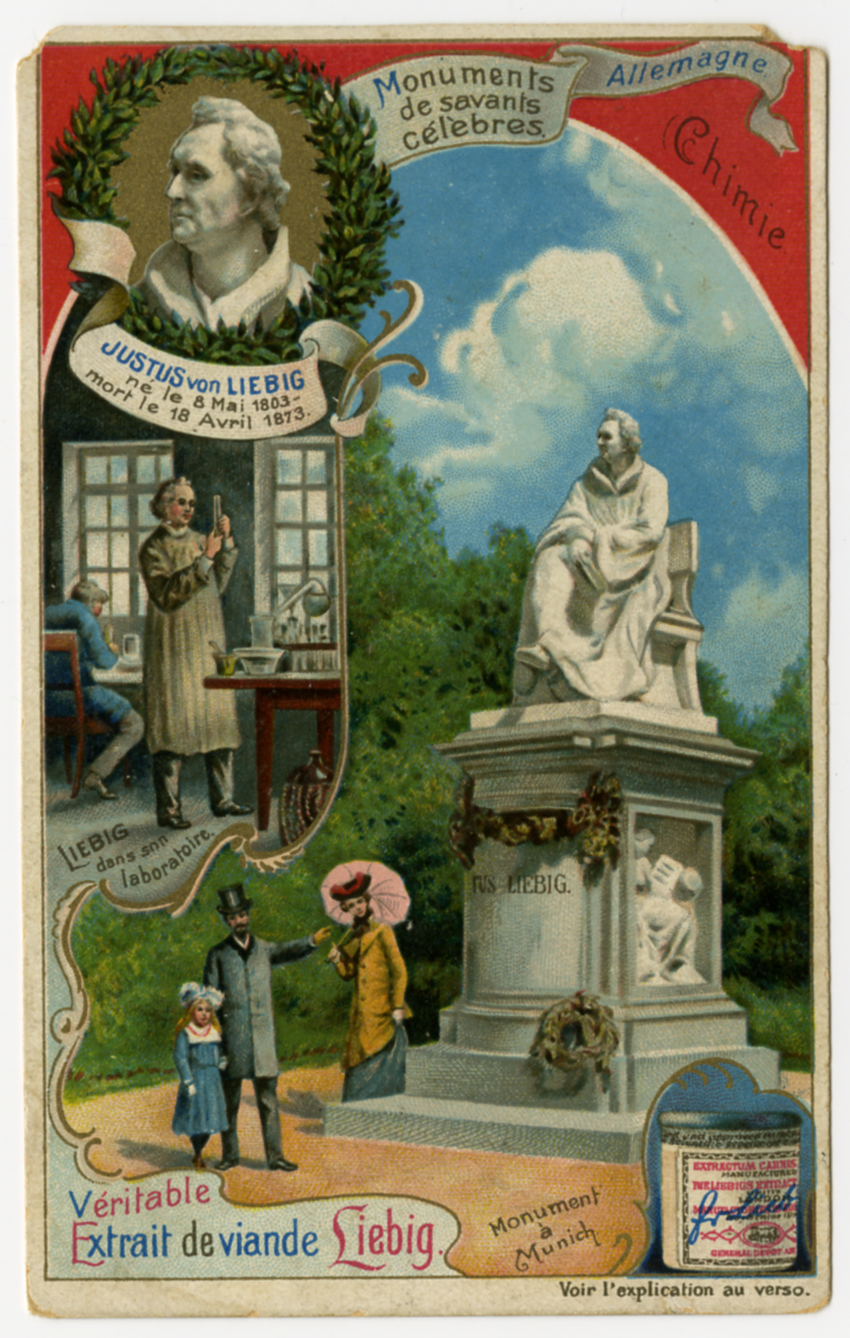
리비히 남작을 기념하는 카드, 1903년

독일인 유스투스 폰 리비히 남작이 1865년 영국에 설립한 '리비그 육류추출물 회사(Liebig Extract of Meat Company, LEMCO)'가 곧 우루과이에 공장을 세웠으며, 콘드 비프를 생산하기 시작했다. 1881년부터는 프라이벤토스 상표를 달고 생산하였으며, 싼값에 노동 계급을 주 수요층으로 삼았으며 영국군의 군용으로도 인기가 있었다. 1924년 LEMCO와 공장, 브랜드가 베스테이(Vestey) 그룹에 인수되어 "우루과이 앵글로 식육가공공장(Frigorífico Anglo del Uruguay, 약칭 '앙글로')"으로 바꾸어 계속 생산하였다. 이후 그 회사는 생산품을 수프, 미트볼, 과일 통조림으로 다양화했다.
'우루과이 앵글로 식육가공공장'社의 육류포장 노동자들이 살았던 '도시 안의 도시'인 '바리오 앙글로'는 프라이벤토스의 강 가장자리를 따라 두터운 벽이 있는 작은 벽돌집들을 형성하고, 병원, 학교, 사교클럽, 축구단까지 갖추었다. 이 엘 앙글로(El Anglo)에는 산업의 전성기에 영국인, 벨기에인, 러시아인, 스페인인, 이탈리아인들을 포함한 5,000명의 노동자가 있었다.
하지만 1964년, 애버딘의 장티푸스 발생의 원인이 프라이벤토스 콘드 비프 통조림으로 추적되면서 브랜드 가치가 크게 손상되었다. BBC 보도에 따르면, 이들 콘드 비프는 제조 과정에서 냉각 과정으로 오염되었고, "매일 66톤의 사람의 배설물과 25만 갤런의 소변이 유입되는" 우루과이강의 정수되지 않은 물을 사용했다고 한다. 이에 1960년대 말 베스테이는 앙글로 공장을 우루과이 정부에 매각하였고, 유럽과 미국이 남미로부터의 구매를 줄인 데 따른 어려움으로 우루과이 정부도 결국 1979년에 공장의 문을 닫았다.
프라이벤토스에서 생산이 중단된 후에도 브랜드는 살아남아, 1990년대에는 주 생산품이 파이와 푸딩으로 바뀌었고, 회사는 캠벨 수프 컴퍼니(Campbell Soup Company)에 의해 인수되었다. 2013년 이후 영국 내에서 '프라이벤토스' 상표는 '백스터스(Baxters)' 사가 소유하고 있으며, 제품은 스코틀랜드에서 생산하고 있다. 한편 캠벨 수프 컴퍼니는 호주에서 '프라이벤토스' 상표가 붙은 스테이크 앤드 키드니 파이를 제조 및 판매하고 있다.